# Kasama (Ibaraki)
Kasama (笠間市, Kasama-shi) est une ville située dans la préfecture d'Ibaraki, sur l'île de Honshū, au Japon.

## Géographie

### Situation
Kasama est située dans le centre de la préfecture d'Ibaraki.

### Démographie
En mars 2020, la population de Kasama s'élevait à 74 097 habitants, répartis sur une superficie de 240,40 km2.

## Histoire
Kasama s'est développée à l'époque d'Edo au cœur du domaine de Kasama. La bourg de Kasama est officiellement créé le 1er avril 1889. Kasama obtient le statut de ville en 2006, après avoir absorbé les bourgs de Tomobe et Iwama.

## Culture locale et patrimoine
- Kasama Inari-jinja
- Iwama dojo

## Transports
Kasama est desservie par les lignes Jōban et Mito de la JR East. La gare de Tomobe est la principale gare de la ville.

## Personnalités liées à la municipalité
- Yamashita Rin (1857-1939), peintre d'icônes pour l'Église orthodoxe du Japon, née et morte à Kasama.
- Kōsei Matsui, céramiste, désigné trésor national vivant du Japon en 1993, est mort à Kasama le 11 avril 2003.